# 1 юли
1 юли е 182-рият ден в годината според григорианския календар (183-ти през високосна година). Остават 183 дни до края на годината.

## Събития
- 69 г. – Веспасиан е издигнат за император на Римската империя от легионите.
- 1097 г. – Битка при Дорилей: Кръстоносците водени от принц Боемунд I Антиохийски побеждават селджукската армия, водена от Килич Арслам I.
- 1847 г. – В САЩ са пуснати в употреба първите залепващи пощенски марки.
- 1863 г. – Американска гражданска война: Започва Битката при Гетисбърг.
- 1881 г. – II велико народно събрание суспендира Търновската конституция, като гласува исканите от княз Александър Батенберг извънредни властови пълномощия да управлява страната в следващите седем години.
- 1894 г. – Основан е бразилският футболен клуб Клуб де Регаташ Ботафого, предшественик на днешния Ботафого от Рио де Жанейро.
- 1905 г. – Алберт Айнщайн прави публично достояние създадената от него Теория на относителността.
- 1907 г. – В САЩ са създадени първите военновъздушни сили.
- 1911 г. – Полският биохимик Казимир Функ открива витамините.
- 1916 г. – Първата световна война: Започва една от най-кръвопролитните битки през войната – Битката при Сома.
- 1921 г. – По предложение на Александър Теодоров-Балан е въведена правописна реформа.
- 1942 г. – Втората световна война: След 8-месечна обсада германската армия овладява Севастопол.
- 1960 г. – Двете Сомалии – британска и италианска получават независимост и се обединяват в една държава.
- 1962 г. – Руанда и Бурунди стават независими от Белгия държави.
- 1968 г. – В Женева е подписан Договор за неразпространение на ядрените оръжия от СССР, САЩ, Великобритания и други страни.
- 1975 г. – Людмила Живкова оглавява културното ведомство на Народна република България.
- 1976 г. – Португалия предоставя автономия на Мадейра.
- 1980 г. – В Полша избухва стачка, ръководена от профсъюза Солидарност.
- 1983 г. – Севернокорейски самолет „Ил-62M“, който пътува към Гвинея, се разбива в планините Фута Джалон в Гвинея, при което загиват всички 23 души на борда.
- 1996 г. – Неврокопският митрополит Пимен е избран за патриарх от алтернативния Свети Синод.
- 1997 г. – Китайска народна република възстановява суверенитета си над Хонконг, с което приключва 156-годишното колониално управление на Обединеното кралство.
- 1997 г. – В България е въведен валутен борд и българския лев е приравнен към германската марка (1 DEM = 1000 BGN).
- 2000 г. – В България започва здравна реформа, чието цел е да замести безплатното здравеопазване.
- 2002 г. – Основан е Международният наказателен съд, който разглежда дела на лица за геноцид, престъпления срещу човечеството, военни престъпления и престъпления на агресия.
- 2002 г. – Самолетите при полет 2397 на „BAL Башкириан Еърлайнс“ и полет 611 на „DHL Интернешънъл Авиейшън ME“ се сблъскват във въздуха над Юберлинген, Германия и убиват всички 71 души на борда на двата самолета.
- 2004 г. – Космическият апарат Касини-Хюйгенс, по съвместна програма на НАСА и ЕКА, влиза в орбита около Сатурн.
- 2009 г. – Открит е новият терминал на Летище Пловдив.

## Родени
- 1646 г. – Готфрид Лайбниц, германски математик и философ († 1716 г.)
- 1742 г. – Георг Кристоф Лихтенберг, германски математик и физик († 1799 г.)
- 1804 г. – Жорж Санд, френска писателка († 1876 г.)
- 1847 г. – Хайнрих Гелцер, немски историк († 1906 г.)
- 1872 г. – Луи Блерио, френски авиоконструктор и пилот – пионер († 1936 г.)
- 1879 г. – Леон Жуо, френски профсъюзен деятел, Нобелов лауреат († 1954 г.)
- 1889 г. – Вера Мухина, руска скулпторка († 1953 г.)
- 1899 г. – Константинос Цацос, президент на Гърция († 1987 г.)
- 1899 г. – Чарлз Лотън, английски артист († 1962 г.)
- 1902 г. – Уилям Уайлър, американски режисьор от френски произход († 1981 г.)
- 1909 г. – Никола Парапунов, комунистически партизанин († 1943 г.)
- 1909 г. – Сергей Закариадзе, грузински актьор († 1990 г.)
- 1911 г. – Сергей Соколов, съветски маршал († 2012 г.)
- 1914 г. – Ахмед Хасан ал-Бакър, иракски политик († 1982 г.)
- 1915 г. – Уили Диксън, американски блус музикант († 1992 г.)
- 1916 г. – Оливия дъ Хавиланд, американска актриса († 2020 г.)
- 1919 г. – Ханс Бендер, немски писател († 2015 г.)
- 1920 г. – Амалия Родригеш, португалска певица († 1999 г.)
- 1921 г. – Йежи Стефан Ставински, полски сценарист и режисьор († 2010 г.)
- 1921 г. – Маргарита Дупаринова, българска актриса († 2005 г.)
- 1922 г. – Стоян Стоянов, български психиатър († 1999 г.)
- 1926 г. – Робърт Фогел, американски икономист, Нобелов лауреат през 1993 г. († 2013 г.)
- 1929 г. – Джералд Еделман, американски биохимик и имунолог, Нобелов лауреат през 1972 г. († 2014 г.)
- 1931 г. – Лесли Карон, френско-американска актриса
- 1931 г. – Мирон Иванов, български писател († 1988 г.)
- 1931 г. – Сейни Кунче, нигерски военен диктатор († 1987 г.)
- 1931 г. – Станислав Гроф, чешки психиатър
- 1933 г. – Никола Лечев, български баскетболист
- 1934 г. – Сидни Полак, американски режисьор († 2008 г.)
- 1938 г. – Александър Курляндски, съветски писател († 2020 г.)
- 1938 г. – Едуард Захариев, български режисьор († 1996 г.)
- 1939 г. – Паскал Гилевски, македонски писател
- 1941 г. – Майрън Шолс, канадски икономист, Нобелов лауреат през 1997 г.
- 1944 г. – Стоян Райчевски, български публицист
- 1950 г. – Дейвид Дюк, американски политик
- 1952 г. – Дан Акройд, канадски актьор
- 1956 г. – Юлия Кънчева, българска актриса († 2019 г.)
- 1961 г. – Даяна Спенсър, принцеса на Уелс († 1997 г.)
- 1961 г. – Карл Луис, американски атлет
- 1962 г. – Доминик Кийтинг, британски актьор
- 1967 г. – Памела Андерсън, канадски модел
- 1967 г. – Светлана Смолева, българска актриса
- 1968 г. – Георги Ангелов, български поет
- 1971 г. – Джулиан Никълсън, американска актриса
- 1973 г. – Денислав Калчев, български плувец
- 1976 г. – Патрик Клуйверт, нидерландски футболист
- 1977 г. – Лив Тайлър, американска актриса
- 1979 г. – Форест Грифин, американски ММА боец и актьор
- 1982 г. – Анелия, българска певица
- 1982 г. – Кармела ДеЧезаре, американски модел и кечистка
- 1982 г. – Хилари Бъртън, американска актриса
- 1985 г. – Леа Сейду, френска актриса и модел
- 1991 г. – Серенай Саръкая, турска актриса
- 1994 г. – Елена Тодорова, българска спортистка
- 1998 г. – Холи Стийл, британска певица
- 2003 г. – Тейт Макрей, канадска певица

## Починали
- 251 г. – Деций Траян, римски император (* 207 г.)
- 251 г. – Херений Етруск, римски император (* 227 г.)
- 1109 г. – Алфонсо VI, крал на Леон и Кастилия (* 1040 г.)
- 1784 г. – Вилхелм Фридеман Бах, германски композитор (* 1710 г.)
- 1836 г. – Феликс дьо Божур, френски дипломат (* 1765 г.)
- 1839 г. – Махмуд II, султан на Османската империя (* 1785 г.)
- 1853 г. – Николай Ст. Палаузов, български търговец (* 1776 г.)
- 1881 г. – Херман Лоце, германски философ (* 1817 г.)
- 1881 г. – Анри Дьовил, френски физик и химик (* 1818 г.)
- 1891 г. – Михаил Когълничану, румънски държавник (* 1817 г.)
- 1896 г. – Хариет Бичър Стоу, американска писателка (* 1811 г.)
- 1905 г. – Джон Хей, американски политик (1838 г.)
- 1944 г. – Таня Савичева, руска ученичка (* 1930 г.)
- 1950 г. – Елиел Сааринен, финландски архитект (* 1873 г.)
- 1961 г. – Луи-Фердинан Селин, френски писател (* 1894 г.)
- 1971 г. – Уилям Лорънс Браг, австралийски физик, Нобелов лауреат (* 1890 г.)
- 1974 г. – Хуан Перон, президент на Аржентина (* 1895 г.)
- 1982 г. – Герасим Младенов, български актьор (* 1916 г.)
- 1990 г. – Иван Серов, руски офицер (* 1905 г.)
- 1993 г. – Герт Хофман, немски писател (* 1931 г.)
- 1997 г. – Джошуа Хасан, гибралтарски политик (* 1915 г.)
- 1997 г. – Робърт Мичъм, американски актьор (* 1917 г.)
- 2001 г. – Николай Басов, руски физик, Нобелов лауреат (* 1922 г.)
- 2003 г. – Нхау, намибийски актьор (* 1944 г.)
- 2004 г. – Марлон Брандо, американски актьор (* 1924 г.)
- 2004 г. – Ричард Мей, британски юрист (* 1938 г.)
- 2004 г. – Тодор Скаловски, македонски композитор (* 1909 г.)
- 2005 г. – Иван Колев, български футболист (* 1930 г.)
- 2009 г. – Карл Молдън, американски актьор (* 1912 г.)
- 2011 г. – Васа Ганчева, българска журналистка и водеща (* 1946 г.)
- 2015 г. – Христо Стоянов-Едрин, български писател и журналист (* 1958 г.)

## Празници
- Православна църква – Празник на светите братя Козма и Дамян, в България се почита сред народа като Свети Врач. Ден на билкаря и на народния лечител.
- Международен ден на архитектурата (от 1985 г.)
- Армения – Ден на прокурорите
- Британски Вирджински острови – Ден на Вирджинските острови
- България – Джулай
- Гана – Ден на републиката (1961 г.)
- Канада – Ден на Канада (национален празник)
- Канада – Ден на унижението (създаден през 1923 г. от страна на китайските имигранти в Канада, за да привлекат вниманието на канадските власти по въпросите на имиграцията в страната)
- Киргизстан – Ден на данъчната служител
- Китай – Ден на комунистическата партия
- Лесото – Ден на семейството
- Молдова – Ден на данъчната служба
- Руанда и Бурунди – Ден на независимостта (1962 г., от Белгия, национални празници в двете държави)
- Русия – Ден на морския и речния флот
- Сомалия – Ден на независимостта (1960 г., от Италия) и Ден на обединението на двете Сомалии (национален празник)
- Суринам – Ден на свободата
- Турция – Ден на Военноморските сили
- Украйна – Ден на архитекта